# Aquaria Tour
Aquaria Tour – trasa koncertowa polskiej piosenkarki Dody, promująca jej czwarty solowy album  pt. Aquaria. Kulisy przygotowań do koncertów pokazano na antenie Polsatu w reality show Doda. Dream Show. Trasa koncertowa rozpoczęła się serią pięciu koncertów w Warszawie w październiku 2023 w hali Telewizji Polsat Studio 2400, które wyreżyserował Michał Pańszczyk.
Po sukcesie warszawskich koncertów ogłoszono trzy dodatkowe koncerty w ramach trasy, które odbyły się kolejno 6 stycznia 2024 w krakowskiej Tauron Arenie, 20 stycznia 2024 w łódzkiej Atlas Arenie oraz 27 stycznia 2024 w Ergo Arenie Gdańsk-Sopot.
Doda zapowiedziała, że trasa była jej ostatnią w karierze. Koncept trasy i pochodzące z niej wizualizacje wykorzystane były także w późniejszych występach telewizyjnych i festiwalowych.

## Lista utworów
1. „Intro”
2. „Don’t Wanna Hide”
3. „No Rush”
4. „Bez Ciebie chcę żyć wiecznie”
5. „Drinking”
6. „Zatańczę z aniołami”
7. „Tylko Ty i ja”
8. „Fake Love”
9. „Pewnie już wiesz”
10. Set akustyczny
11. „Girls to Buy”
12. „Chcę Cię coraz więcej”
13. „Do It Like I Want It”
14. „Wodospady”
15. „Melodia ta”
16. „Nim zajdzie słońce”
17. „Nie żałuję” (dodane do setlisty podczas koncertów halowych w styczniu 2024)
18. „Mama”

- Podczas każdego z koncertów w set akustyczny wchodził utwór „Dziękuję”. 8 października 2023 w ramach setu akustycznego wykonała „Don’t Wanna Hide” w duecie z Lanberry[9], 6 stycznia 2024 utwór „Szansa” w duecie z Bryską[10], 20 i 27 stycznia 2024 solowo utwory „Nie daj się” i „Szansa”[11][12], a 27 stycznia 2024 również utwór „Dżaga” w duecie z Lanberry[12].
- 8 października 2023 i 20 stycznia 2024 „Nim zajdzie słońce” wykonała w duecie ze Smolastym[9][13].
- 20 stycznia 2024 „Nie żałuję” wykonała w duecie ze Smolastym[13].

## Lista koncertów
| Data                 | Miasto        | Państwo | Miejsce      | Goście specjalni   |
| -------------------- | ------------- | ------- | ------------ | ------------------ |
| 7 października 2023  | Warszawa      | Polska  | Studio 2400  | –                  |
| 8 października 2023  | Warszawa      | Polska  | Studio 2400  | Lanberry, Smolasty |
| 12 października 2023 | Warszawa      | Polska  | Studio 2400  | –                  |
| 14 października 2023 | Warszawa      | Polska  | Studio 2400  | –                  |
| 15 października 2023 | Warszawa      | Polska  | Studio 2400  | –                  |
| 6 stycznia 2024      | Kraków        | Polska  | Tauron Arena | Bryska             |
| 20 stycznia 2024     | Łódź          | Polska  | Atlas Arena  | Smolasty           |
| 27 stycznia 2024     | Gdańsk, Sopot | Polska  | Ergo Arena   | Lanberry           |

## Transmisja
Koncert z 8 października 2023 zarejestrowała telewizja Polsat, a jego 44-minutowy skrót został wyemitowany na antenie stacji 3 listopada. Całość udostępniono na platformie Polsat Box Go 15 lutego 2024.